# Stegania commutataria
Stegania commutataria là một loài bướm đêm trong họ Geometridae.